# John Henry Wigmore
Pour les articles homonymes, voir Wigmore.
John Henry Wigmore, né le 4 mars 1863 à San Francisco et décédé à l'âge de 80 ans le 20 avril 1943, est un juriste américain qui fut conseiller étranger au Japon pendant l'ère Meiji.